# شو جونغ (سياسي)
شو جونغ (بالصينية: 许勇) هو سياسي صيني، ولد في 1959 في الصين. حزبياً، نشط في الحزب الشيوعي الصيني. وقد انتخب عضو مجلس الشعب الصيني ‏ خلال فترته النيابية ‏.